# 美國黑幫 (電影)
是一部2007年的美國傳記犯罪電影，由雷利·史考特執導和監製，史蒂芬·柴里安編劇。劇情真實事件改編描述由哈林區竄起的海洛因毒梟法蘭克·盧卡斯和一名紐約警察李奇·羅勃茲互鬥的故事。丹佐·華盛頓與羅素·克洛領銜主演，他們自1995年的《時空悍將》後再次一起主演。該片由環球影業發行，全美地區發行於2007年11月2日。

## 劇情
1968年，紐約哈林區的販毒活動日益猖獗。這裡也成了美國東北部地區毒品和犯罪的聚集地。相貌堂堂的黑人法蘭克·盧卡斯（丹佐·華盛頓 飾），在經過了使用陰險手段之後，逐漸在這裡建立起了一個前所未有的毒品大帝國。而在表面上盧卡斯卻以當地的黑人上層名流為掩飾，幹著各種喪心病狂的勾當。他甚至無所不用其極，竟然想到了利用在越南戰爭中陣亡的美軍士兵的棺材從金三角地區向美國國內偷運高純度海洛因，再發一筆橫財，並且購買了幾個夜總會和豪華公寓。但不幸遇到了精明強悍的警官李奇·羅勃茲，大毒梟的臭名昭著堅定了紐約警察李奇·羅勃茲（羅素·克洛 飾）要抓捕他的決心。然而，在兩人正義與邪惡之間智慧與手段的較量之後，盧卡斯敗在了李奇的手上，但最終兩人竟然成了朋友，在李奇的勸說下，盧卡斯將長久以來知道的所有情報用在了幫助警方制服那些狡猾的毒品販子和懲治腐敗的警察之上。

## 角色
- 丹佐·華盛頓 飾 法蘭克·盧卡斯
- 羅素·克洛 飾 李奇·羅勃茲（英语：Richie Roberts）
- 奇維拖·艾吉佛 飾 胡伊·盧卡斯（Huey Lucas）
- 佐斯·布連 飾 特魯普警探（Det. Nick Trupo）
- 里瑪莉·娜妲 飾 伊娃（Eva Kendo）
- 小古巴·古汀 飾 尼基·巴恩斯
- 泰德·拉文 飾 Capt. Lou Toback
- 亞曼·艾桑提（英语：Armand Assante） 飾 Dominic Cattano
- 約翰·歐提茲（英语：John Ortiz） 飾 Det. Javier J. Rivera
- 約翰·霍克斯 飾 Freddie Spearman
- RZA 飾 Det. Moses Jones
- 尤·瓦茲奎茲（英语：Yul Vazquez） 飾 Det. Alfonso Abruzzo
- 魯比·迪伊 飾 Mahalee Lucas
- 艾德里斯·艾巴 飾 Tango
- 克拉倫斯·威廉斯三世（英语：Clarence Williams III） 飾 「瘤子」約翰遜（未掛名）

## 製作
主體拍攝於2006年7月31日開始，於纽约進行製作。

## 反響

### 評價
《美國黑幫》一片大多獲得正面評價，影評網站爛番茄 (Rotten Tomatoes)給予80%的新鮮度。另一權威網站Metacritic則給予76分的分數。IMDb擁有平均7.8的高分。
《美國黑幫》多被外界視為角逐奧斯卡金像獎的大熱門之一，其中包括名導雷利·史考特和金獎影帝丹佐·華盛頓與羅素·克洛，然而第80屆奧斯卡金像獎入圍名單出爐，《美國黑幫》僅獲得兩項入圍，雷利·史考特無法四度提名奧斯卡最佳導演獎。電影本身主角法蘭克·盧卡斯則說，本片只有20%的符合程度。

### 票房
《美國黑幫》在美加地區3054間戲院上映，開幕首週賺進43,565,115美元，坐上當週票房冠軍，並且成為首部預算超過3千萬美元還能登上冠軍的黑幫電影，同時也是丹佐·華盛頓與羅素·克洛從影電影的票房新高。到目前為止，《美國黑幫》在全球票房超過2億美元。
| 上一届： 《奪魂鋸4》 | 2007年全美週末票房冠軍 11月4日 | 下一届： 《蜂電影》 |

## 獎項
| 頒獎典禮                   | 獎項             | 名字               | 結果 |
| -------------------------- | ---------------- | ------------------ | ---- |
| 美國非裔影評人協會獎       | 最佳女配角       | 露比·蒂            | 獲獎 |
| 衛星獎                     |                  | 最佳剪輯           | 獲獎 |
| 奧斯卡金像獎               | 最佳女配角       | 露比·蒂            | 提名 |
| 奧斯卡金像獎               | 最佳美術指導     |                    | 提名 |
| 廣播影評人協會獎           | 最佳影片         |                    | 提名 |
| 廣播影評人協會獎           | 最佳原創歌曲     | 〈Do You Feel Me〉 | 提名 |
| 金球獎                     | 最佳戲劇類影片   |                    | 提名 |
| 金球獎                     | 最佳戲劇類男主角 | 丹佐·華盛頓        | 提名 |
| 金球獎                     | 最佳戲劇類導演   | 雷利·史考特        | 提名 |
| 全美有色人種促進協會形象獎 | 最佳電影         |                    | 提名 |
| 全美有色人種促進協會形象獎 | 最佳女配角       | 露比·蒂            | 提名 |
| 衛星獎                     | 最佳戲劇類男主角 | 丹佐·華盛頓        | 提名 |
| 衛星獎                     | 最佳戲劇類女配角 | 露比·蒂            | 提名 |
| 衛星獎                     | 最佳原創歌曲     | 〈Do You Feel Me〉 | 提名 |
| 影視演員協會獎             | 最佳女配角       | 露比·蒂            | 提名 |
| 影視演員協會獎             | 最佳電影演員獎   |                    | 提名 |

## 外部連結
- 開眼電影網上《美國黑幫》的資料（繁體中文）
- 豆瓣电影上《美國黑幫》的資料 （简体中文）
- 时光网上《美国黑帮》的資料（简体中文）
- AllMovie上《美國黑幫》的资料（英文）
- 爛番茄上《美國黑幫》的資料（英文）
- Box Office Mojo上《美國黑幫》的資料（英文）
- TCM电影资料库上《美國黑幫》的资料（英文）
- Metacritic上《美國黑幫》的資料（英文）
- 互联网电影数据库（IMDb）上《美國黑幫》的资料（英文）